# Allium caeruleum
Allium caeruleum es una especie de planta bulbosa del género Allium, perteneciente a la familia de las amarilidáceas. Originaria de Asia.

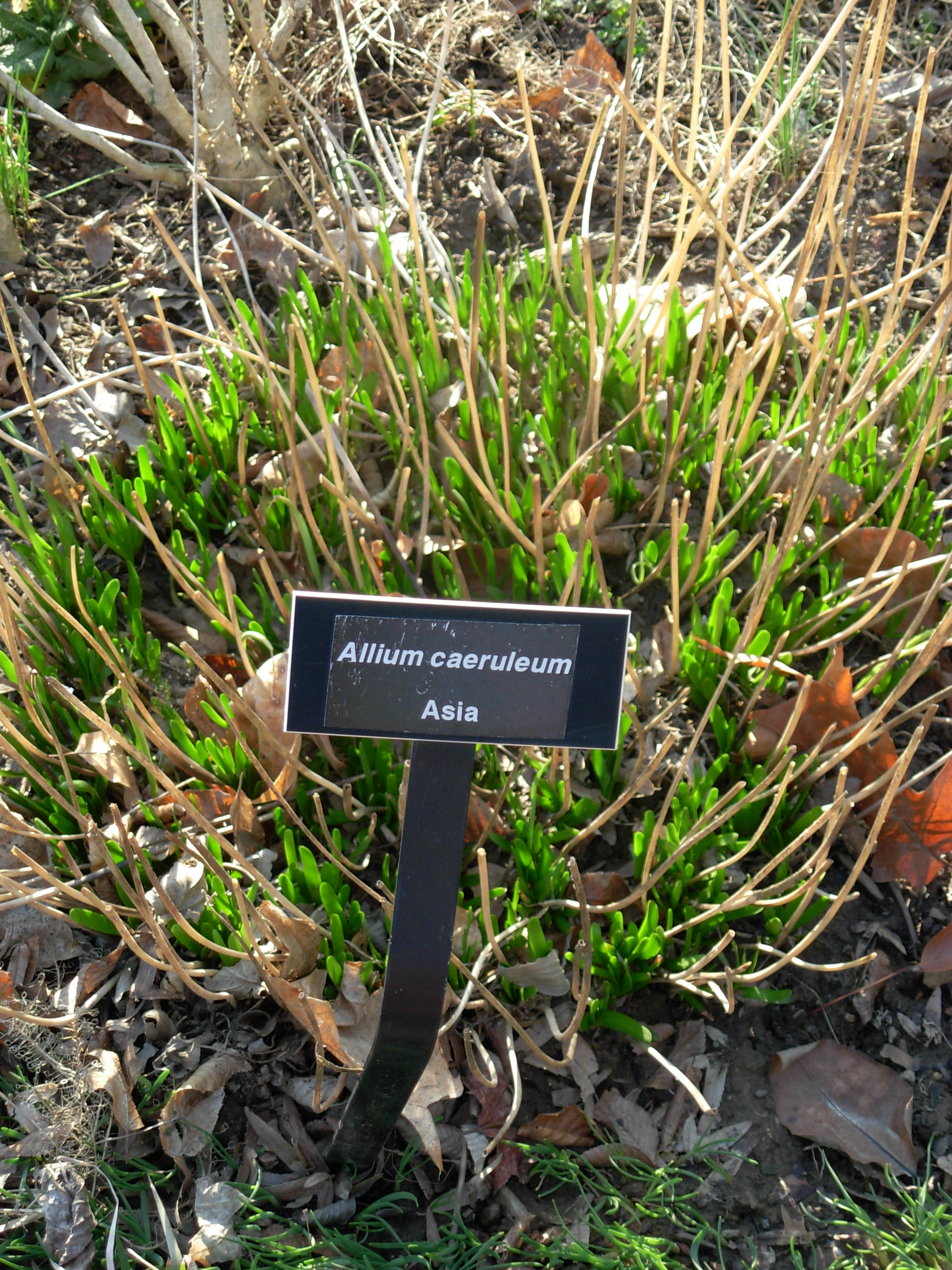
Vista de la planta

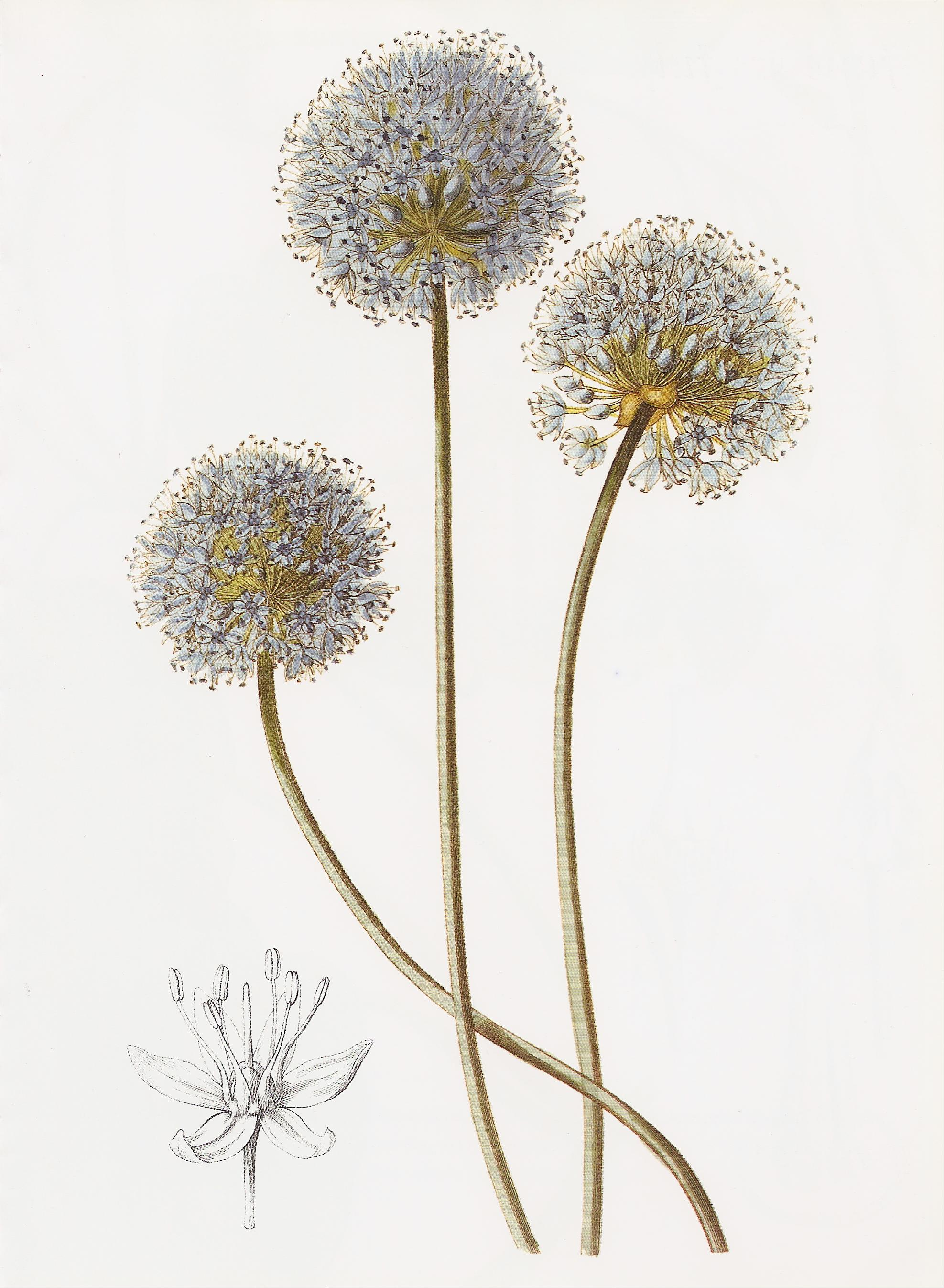
Ilustración de Miss S. A. Drake (fl.1820s-1840s), del 26th volumen del Botanical Register (1840), editdado por John Lindley

## Descripción
Allium caeruleum tiene un bulbo solitario, subgloboso, de 1 - 2 cm de diámetro. Túnica gris opaca, parecida al papel, hojas lineales, torcidas cuando se secan. Escapos de 25 a 35 cm, cilíndricos, lisos o denticulados, cubiertas con las vainas de las hojas en un tercio de su longitud. Tiene un número cromosomático de 2 n = 16.

## Distribución y hábitat
Se encuentra en las laderas secas y llanuras, a una altitud de 1100 - 2300 metros, en Xinjiang (Altay Shan, Tian Shan) Kazajistán, Kirguistán, Rusia, Tayikistán y Uzbekistán.

## El uso y el cultivo
Allium caeruleum se cultiva como planta ornamental para el uso en jardines de rocas y jardines  alpinos. Fácil de cultivar, tiene un pequeño requisito de la humedad del suelo. Atrae mariposas y abejas. Adecuado para flor cortada. Se recomienda su uso en grandes grupos.
Necesita suelo ligero y permeable, ligeramente húmedo durante la estación de crecimiento, posteriormente puede estar completamente seco. Evite la hidratación excesiva, lo que puede conducir a enfermedades fúngicas. 
Para crecer debe ser plantado en otoño hasta una profundidad de 12 cm, a una distancia de 5 cm. Propagación - por la división de los bulbos (las plantas cultivadas supuestamente no parecen ser capaces de germinar).

## Taxonomía
Allium caeruleum fue descrita por  Peter Simon Pallas y publicado en Reise durch verschiedene Provinzen des russischen Reichs 2: 727, pl. R, en el año 1773.
Etimología
Allium: nombre genérico muy antiguo. Las plantas de este género eran conocidos tanto por los romanos como por los griegos. Sin embargo, parece que el término tiene un origen celta y significa "quemar", en referencia al fuerte olor acre de la planta. Uno de los primeros en utilizar este nombre para fines botánicos fue el naturalista francés Joseph Pitton de Tournefort (1656-1708).
caeruleum: epíteto latino que significa "de color azul oscuro".
Sinonimia
- Allium azureum Ledeb.
- Allium caerulescens G.Don
- Allium viviparum Kar. & Kir.[4]